# The Burglar and the Clock
The Burglar and the Clock è un cortometraggio muto del 1908 diretto da Lewin Fitzhamon.

## Trama
Un ladro e i pezzi della sua refurtiva: un orologio da polso si trasforma in orologio da tasca, poi in sveglia e così avanti.

## Produzione
Il film fu prodotto dalla Hepworth.

## Distribuzione
Distribuito dalla Hepworth, il film - un cortometraggio di 168 metri - uscì nelle sale cinematografiche britanniche nell'aprile 1908.
Si conoscono pochi dati del film che, prodotto dalla Hepworth, fu distrutto nel 1924 dallo stesso produttore, Cecil M. Hepworth. Fallito, in gravissime difficoltà finanziarie, il produttore pensò in questo modo di poter almeno recuperare il nitrato d'argento della pellicola.